# Apogonia sericea
Apogonia sericea är en skalbaggsart som beskrevs av Raffaello Gestro 1883. Apogonia sericea ingår i släktet Apogonia och familjen Melolonthidae. Inga underarter finns listade i Catalogue of Life.